# Amt Schönberger Land
Het Amt Schönberger-Land is een samenwerkingsverband van 10 gemeenten in het  Landkreis Nordwestmecklenburg in de Duitse deelstaat Mecklenburg-Voor-Pommeren. Het Amt telt 18.622 inwoners. Het bestuurscentrum bevindt zich in de stad Schönberg.

## Gemeenten
1. Dassow, stad (4.102)
2. Grieben (162)
3. Groß Siemz ( x)
4. Lockwisch ( x)
5. Lüdersdorf (5.331)
6. Menzendorf (236)
7. Niendorf ( x)
8. Roduchelstorf (238)
9. Schönberg, stad * (4.699)
10. Selmsdorf (3.213)